# Dragon Magazine
Dragon Magazine (ドラゴンマガジン?, Doragon Magajin), abbreviato spesso in "Doramaga" o "DM", è una rivista giapponese di manga e light novel per un pubblico seinen, pubblicata a partire dal 30 gennaio 1988.
Molte light novel famose sono state serializzate in questa rivista, come per esempio Full Metal Panic! o Slayers.
A partire dall'uscita del 19 marzo 2008, corrispondente alla quinta uscita dell'anno, ed in occasione del 20º anno di pubblicazione, Dragon Magazine comincia ad essere venduta bimestralmente, cambiando anche il formato delle pagine, da A4 a B5.

## Light novel pubblicate
- Angel Howling
- Black Blood Brothers
- Date A Live
- Densetsu no yūsha no densetsu
- EME
- Full Metal Panic!
- Goshūshō-sama Ninomiya-kun
- Kaze no Stigma
- Kaze no Tairiku
- Maburaho
- Mahō Senshi Louie
- Saber Marionette
- Scrapped Princess
- Slayers
- High School DxD

## Manga pubblicati
- Detatoko Princess
- Dragon Half di Ryūsuke Mita
- Hyper Police
- Gamers!